# Quillaja lancifolia
Quillaja lancifolia ist ein Baum in der Familie der Quillajaceae aus dem östlichen bis südöstlichen Brasilien bis ins nordöstliche Argentinien und nach Uruguay.

## Beschreibung
Quillaja lancifolia wächst als immergrüner Baum bis etwa 20 Meter hoch. Der Stammdurchmesser erreicht etwa 30 Zentimeter. Die dicke, grau-braune Borke ist furchig und grobschuppig.
Die wechselständigen, einfachen und schmalen, kahlen und leicht ledrigen Laubblätter sind kurz gestielt. Der sehr kurze Blattstiel ist bis 3 Millimeter lang. Die ganzrandigen bis entfernt gezähnten, lanzettlichen bis eilanzettlichen oder verkehrt-eilanzettlichen Blätter sind 4–10 Zentimeter lang und 1–2,5 Zentimeter breit. An der Spitze sind sie spitz und an der Basis keilförmig bis spitz. Die kleinen Nebenblätter sind abfallend. Die jungen Blätter sind am Rand gezähnt.

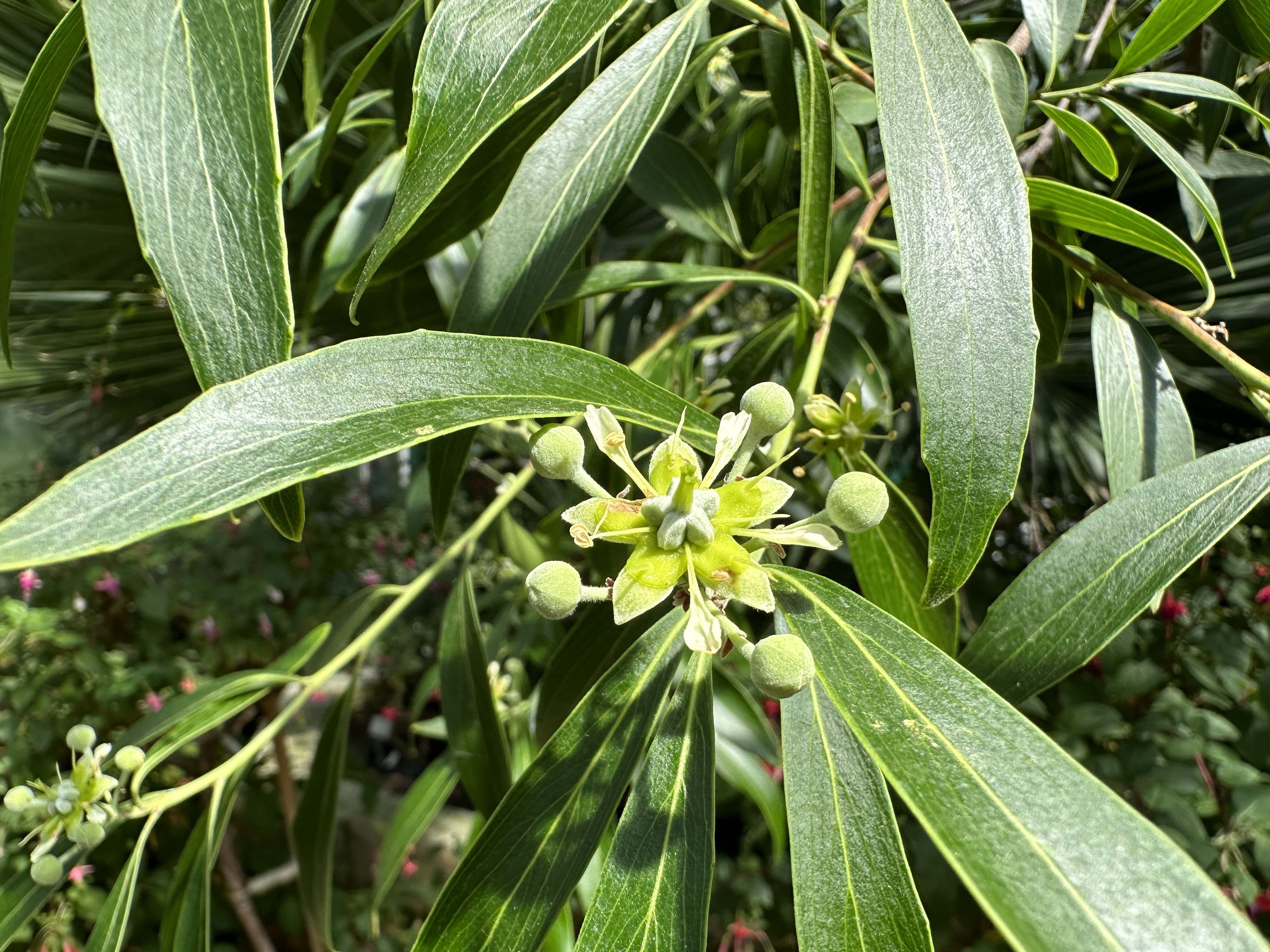
Blüte

Es werden end- oder achselständige, kleine Rispen (Botryoid) gebildet. Die grünlich-weißlichen, fünfzähligen und meist zwittrigen oder funktional männlichen Blüten mit doppelter Blütenhülle sind gestielt. Es sind kleine Trag- und Vorblätter ausgebildet. Die 5 großen, eiförmigen bis länglichen, fleischigen und außen feinhaarigen, klappigen Kelchblätter sind kurz verwachsen mit ausladenden Zipfeln. Die 5 kleinen und schmalen, freien Petalen sind spatelförmig und ausladend. Die 10 ungleich langen Staubblätter stehen in zwei Kreisen an einem großen, gelappten und fleischigen, grünen, sternförmigen Diskus, der sich bis auf die Kelchblätter erstreckt, die inneren Staubblätter sind kürzer. Es sind 5, fast freie, sternförmig gruppierte und oberständige, weißlich behaarte Fruchtblätter, mit einem kurzen Griffel mit kleiner, zugenförmiger und ausgebogenen Narbe vorhanden. Bei den funktional männlichen Blüten sind die Fruchtblätter reduziert und unfruchtbar.
Es werden, mehrsamige und kleine, etwa bis 1–1,3 Zentimeter lange und feinhaarige, zweiklappige Balgfrüchte gebildet die meist zu fünft in einer Sammelbalgfrucht erscheinen. Die Samen sind einseitig geflügelt und mit dem breiten Flügel bis 0,9–1,3 Zentimeter lang.
Die Chromosomenzahl beträgt 2n = 28.

## Taxonomie
Die Erstbeschreibung als Quillaja lancifolia erfolgte 1831 durch David Don in Edinburgh New Philos. J. 10: 231. Synonyme sind Fontenellea brasiliensis A.St.-Hil. & Tul., Quillaja brasiliensis (A.St.-Hil. & Tul.) Mart., Quillaja lanceolata D.Dietr., Quillaja sellowiana Walp.. 2013 wurde ein Vorschlag zur Erhaltung des bekannten Basionyms Fontenellea brasiliensis A.St.-Hil. & Tul. und des späteren Artnamens Quillaja brasiliensis (A.St.-Hil. & Tul.) Mart. eingereicht, 2014 wurde es nicht empfohlen diesem Vorschlag zu folgen.

## Verwendung
Die Saponinhaltige Rinde wird als Seife und Insektizid verwendet.
Das Holz ist recht beständig und mittelschwer, es wird für einige Anwendungen genutzt.